# جوسيف كريمر
جوسيف كريمر (بالألمانية: Josef Krämer)‏ هو لاعب جمباز فني ألماني، ولد في 4 مايو 1878 في غلزنكيرشن في ألمانيا، وتوفي بنفس المكان في 20 يناير 1954.

## وصلات خارجية
- جوسيف كريمر على موقع اللجنة الأولمبية الدولية (الإنجليزية)
- جوسيف كريمر على موقع أوليمبيديا (الإنجليزية)